# Élections municipales de 2020 dans les Hautes-Alpes
Les élections municipales françaises de 2020 étaient prévues les 15 et 22 mars 2020. Comme dans le reste de la France, le report du second tour est annoncé en pleine crise sanitaire liée à la propagation du coronavirus (COVID-19).

## Maires sortants et maires élus (villes de plus de 3 000 habitants)
Le scrutin est marqué par la stabilité, hormis à Briançon où la gauche poursuit son érosion en chutant face à la droite. 
| Commune           | Population | Maire sortant    | Parti | Parti | Maire élu                     | Parti | Parti |
| ----------------- | ---------- | ---------------- | ----- | ----- | ----------------------------- | ----- | ----- |
| Briançon          | 11 339     | Gérard Fromm     |       | DVG   | Arnaud Murgia                 |       | LR    |
| Chorges           | 3 061      | Christian Durand |       | DVD   | Christian Durand              |       | DVD   |
| Embrun            | 6 335      | Chantal Eymeoud  |       | UDI   | Chantal Eymeoud               |       | UDI   |
| Gap               | 40 631     | Roger Didier     |       | DVD   | Roger Didier                  |       | DVD   |
| Laragne-Montéglin | 3 543      | Jean-Marc Duprat |       | DVD   | Jean-Marc Duprat              |       | DVD   |
| Veynes            | 3 216      | René Moreau      |       | DVD   | Christian Gilardeau-Truffinet |       | DVG   |

## Résultats

### À l'échelle du département

#### Taux de participation
| Taux de participation | 1er tour | Différence avec 2014 | 2d tour | Différence avec 2014 | Différence entre les deux tours |
| --------------------- | -------- | -------------------- | ------- | -------------------- | ------------------------------- |
| À 12 h                | 17,86 %  | 7,22                 | 25,54 % | 3,62                 | 7,68                            |
| À 17 h                | 35,91 %  | 19,37                | 57,48 % | 0,7                  | 21,57                           |
| Final                 | 54,84 %  | 17,01                | 63,76 % | 2,58                 | 8,92                            |

#### Résultats généraux
|                        | Communes à scrutin de listes (1 000 habitants et plus) | Communes à scrutin de listes (1 000 habitants et plus) | Communes à scrutin de listes (1 000 habitants et plus) | Communes à scrutin de listes (1 000 habitants et plus) | Communes à scrutin majoritaire (moins de 1 000 habitants) | Communes à scrutin majoritaire (moins de 1 000 habitants) | Communes à scrutin majoritaire (moins de 1 000 habitants) | Communes à scrutin majoritaire (moins de 1 000 habitants) | Ensemble des communes | Ensemble des communes | Ensemble des communes | Ensemble des communes |
| Premier tour           | Premier tour                                           | Second tour                                            | Second tour                                            | Premier tour                                           | Premier tour                                              | Second tour                                               | Second tour                                               | Premier tour                                              | Premier tour          | Second tour           | Second tour           |                       |
| Voix                   | %                                                      | Voix                                                   | %                                                      | Voix                                                   | %                                                         | Voix                                                      | %                                                         | Voix                                                      | %                     | Voix                  | %                     |                       |
| ---------------------- | ------------------------------------------------------ | ------------------------------------------------------ | ------------------------------------------------------ | ------------------------------------------------------ | --------------------------------------------------------- | --------------------------------------------------------- | --------------------------------------------------------- | --------------------------------------------------------- | --------------------- | --------------------- | --------------------- | --------------------- |
| Votes valides          | 33 003                                                 | 95,38                                                  | 7 535                                                  | 97,04                                                  | 25 822                                                    | 96,59                                                     | 8 097                                                     | 95,73                                                     | 58 825                | 95,90                 | 15 632                | 96,36                 |
| Votes blancs           | 731                                                    | 2,11                                                   | 128                                                    | 1,65                                                   | 273                                                       | 1,02                                                      | 162                                                       | 1,92                                                      | 1 004                 | 1,64                  | 290                   | 1,79                  |
| Votes nuls             | 869                                                    | 2,51                                                   | 102                                                    | 1,31                                                   | 640                                                       | 2,39                                                      | 199                                                       | 2,35                                                      | 1 509                 | 2,46                  | 301                   | 1,86                  |
|                        |                                                        |                                                        |                                                        |                                                        |                                                           |                                                           |                                                           |                                                           |                       |                       |                       |                       |
| Total                  | 34 603                                                 | 100                                                    | 7 765                                                  | 100                                                    | 26 735                                                    | 100                                                       | 8 458                                                     | 100                                                       | 61 338                | 100                   | 16 223                | 100                   |
| Abstentions            | 37 949                                                 | 52,31                                                  | 4 935                                                  | 38,86                                                  | 12 552                                                    | 31,95                                                     | 4 285                                                     | 33,63                                                     | 50 501                | 45,16                 | 9 220                 | 36,24                 |
| Inscrits/participation | 72 552                                                 | 47,69                                                  | 12 700                                                 | 61,14                                                  | 39 287                                                    | 68,05                                                     | 12 743                                                    | 66,37                                                     | 111 839               | 54,84                 | 25 443                | 63,76                 |

#### Communes de plus de1 000 habitants
|       | Divers gauche                        | DVG            | 6 149  | 18,63 | 9   | 977   | 12,97 | 3  | 12  | 2,44  | 104 |  |  |  |
|       | Divers droite                        | DVD            | 5 429  | 16,45 | 34  | 0     | 0,00  | 0  | 34  | 6,91  | 223 |  |  |  |
|       | Divers                               | DIV            | 2 303  | 6,98  | 27  | 1 480 | 19,64 | 5  | 32  | 6,50  | 11  |  |  |  |
|       | Union des démocrates et indépendants | UDI            | 1 614  | 4,89  | 23  | 0     | 0;00  | 0  | 23  | 4,67  | 23  |  |  |  |
|       | Union de la droite                   | UD             | 1 542  | 4,67  | 0   | 2 361 | 31,33 | 25 | 25  | 5,08  | 25  |  |  |  |
|       | Divers centre                        | DVC            | 1 180  | 3,58  | 6   | 0     | 0,00  | 0  | 6   | 1,22  | Nv  |  |  |  |
|       | La République en marche              | LREM           | 240    | 0,73  | 0   | 0     | 0,00  | 0  | 0   | 0,00  | Nv  |  |  |  |
|       | Sans étiquette                       | Sans étiquette | 14 546 | 44,07 | 303 | 2 717 | 36,06 | 57 | 360 | 73,17 | Nv  |  |  |  |
|       |                                      |                |        |       |     |       |       |    |     |       |     |  |  |  |
| Total | Total                                | Total          | 33 003 | 100   | 402 | 7 535 | 100   | 90 | 492 | 100   | 50  |  |  |  |

### Résultats dans les communes de plus de3 500 habitants

#### Briançon
- Maire sortant : Gérard Fromm (DVG)
- 33 sièges à pourvoir au conseil municipal (population légale 2017 : 11 625 habitants)
- 18 sièges à pourvoir au conseil communautaire (CC du Briançonnais)

|                          |                          |                          |              |              |               |               |        |        |  |
| Tête de liste            | Tête de liste            | Liste                    | Premier tour | Premier tour | Deuxième tour | Deuxième tour | Sièges | Sièges |  |
| Tête de liste            | Tête de liste            | Liste                    | Voix         | %            | Voix          | %             | CM     | CC     |  |
|                          | Arnaud Murgia            | LR                       | 1 542        | 37,38        | 2 361         | 49,00         | 25     | 13     |  |
|                          | Gérard Fromm             | DVG                      | 790          | 19,15        | 1 480         | 30,71         | 5      | 3      |  |
|                          | Romain Gryzka            | DVD                      | 785          | 19,03        | 1 480         | 30,71         | 5      | 3      |  |
|                          | Aurélie Poyau            | PS-EELV                  | 768          | 18,61        | 977           | 20,27         | 3      | 2      |  |
|                          | Stephan Jules            | LREM                     | 240          | 5,81         |               |               | 0      | 0      |  |
|                          |                          |                          |              |              |               |               |        |        |  |
| Exprimés                 | Exprimés                 | Exprimés                 | 4 125        | 98,14        | 4 818         | 97,61         |        |        |  |
| Votes blancs             | Votes blancs             | Votes blancs             | 47           | 1,12         | 75            | 1,52          |        |        |  |
| Votes nuls               | Votes nuls               | Votes nuls               | 31           | 0,74         | 43            | 0,87          |        |        |  |
| Total                    | Total                    | Total                    | 4 203        | 100          | 4 936         | 100           | 33     | 18     |  |
| Abstention               | Abstention               | Abstention               | 4 314        | 50,65        | 3 580         | 42,04         |        |        |  |
| Inscrits / participation | Inscrits / participation | Inscrits / participation | 8 517        | 49,35        | 8 516         | 57,96         |        |        |  |

#### Embrun
- Maire sortant : Chantal Eymeoud (UDI)
- 29 sièges à pourvoir au conseil municipal (population légale 2017 : 6 155 habitants)
- 14 sièges à pourvoir au conseil communautaire (CC Serre-Ponçon)

|                          |                          |                          |              |              |        |        |  |  |  |
| Tête de liste            | Tête de liste            | Liste                    | Premier tour | Premier tour | Sièges | Sièges |  |  |  |
| Tête de liste            | Tête de liste            | Liste                    | Voix         | %            | CM     | CC     |  |  |  |
|                          | Chantal Eymeoud          | UDI                      | 1 614        | 57,76        | 23     | 11     |  |  |  |
|                          | Marc Viossat             | DVD                      | 1 180        | 42,23        | 6      | 3      |  |  |  |
|                          |                          |                          |              |              |        |        |  |  |  |
| Exprimés                 | Exprimés                 | Exprimés                 | 2 794        | 96,91        |        |        |  |  |  |
| Votes blancs             | Votes blancs             | Votes blancs             | 45           | 1,56         |        |        |  |  |  |
| Votes nuls               | Votes nuls               | Votes nuls               | 44           | 1,53         |        |        |  |  |  |
| Total                    | Total                    | Total                    | 2 883        | 100          | 29     | 14     |  |  |  |
| Abstention               | Abstention               | Abstention               | 2 489        | 46,33        |        |        |  |  |  |
| Inscrits / participation | Inscrits / participation | Inscrits / participation | 5 372        | 53,67        |        |        |  |  |  |

#### Gap
- Maire sortant : Roger Didier (DVD)
- 43 sièges à pourvoir au conseil municipal (population légale 2017 : 40 895 habitants)
- 29 sièges à pourvoir au conseil communautaire (CA Gap-Tallard-Durance)

|                          |                          |                          |              |              |        |        |  |  |  |
| Tête de liste            | Tête de liste            | Liste                    | Premier tour | Premier tour | Sièges | Sièges |  |  |  |
| Tête de liste            | Tête de liste            | Liste                    | Voix         | %            | CM     | CC     |  |  |  |
|                          | Roger Didier             | LR-UDI                   | 5 429        | 54,18        | 34     | 23     |  |  |  |
|                          | Charlotte Kuentz         | EELV                     | 3 281        | 32,74        | 7      | 5      |  |  |  |
|                          | Marie-José Allemand      | PS                       | 1 310        | 13,07        | 2      | 1      |  |  |  |
|                          |                          |                          |              |              |        |        |  |  |  |
| Exprimés                 | Exprimés                 | Exprimés                 | 10 020       | 97,12        |        |        |  |  |  |
| Votes blancs             | Votes blancs             | Votes blancs             | 146          | 1,42         |        |        |  |  |  |
| Votes nuls               | Votes nuls               | Votes nuls               | 151          | 1,46         |        |        |  |  |  |
| Total                    | Total                    | Total                    | 10 317       | 100          | 43     | 29     |  |  |  |
| Abstention               | Abstention               | Abstention               | 18 683       | 64,42        |        |        |  |  |  |
| Inscrits / participation | Inscrits / participation | Inscrits / participation | 29 000       | 35,58        |        |        |  |  |  |

#### Laragne-Montéglin
- Maire sortant : Jean-Marc Duprat (DVD)
- 27 sièges à pourvoir au conseil municipal (population légale 2017 : 3 511 habitants)
- 8 sièges à pourvoir au conseil communautaire (CC du Sisteronais-Buëch)

|                          |                          |                          |              |              |        |        |  |  |  |
| Tête de liste            | Tête de liste            | Liste                    | Premier tour | Premier tour | Sièges | Sièges |  |  |  |
| Tête de liste            | Tête de liste            | Liste                    | Voix         | %            | CM     | CC     |  |  |  |
|                          | Jean-Marc Duprat         | DVD                      | 790          | 52,04        | 21     | 6      |  |  |  |
|                          | Maurice Brun             | DIV                      | 728          | 47,95        | 6      | 2      |  |  |  |
|                          |                          |                          |              |              |        |        |  |  |  |
| Exprimés                 | Exprimés                 | Exprimés                 | 1 518        | 95,05        |        |        |  |  |  |
| Votes blancs             | Votes blancs             | Votes blancs             | 38           | 2,38         |        |        |  |  |  |
| Votes nuls               | Votes nuls               | Votes nuls               | 41           | 2,57         |        |        |  |  |  |
| Total                    | Total                    | Total                    | 1 597        | 100          | 27     | 8      |  |  |  |
| Abstention               | Abstention               | Abstention               | 967          | 37,71        |        |        |  |  |  |
| Inscrits / participation | Inscrits / participation | Inscrits / participation | 2 564        | 62,29        |        |        |  |  |  |